# Rock am Ring
Rock am Ring je rockový hudební festival, který se koná každý rok v Německu na závodním okruhu Nürburgring. Je to druhý největší hudební festival v Německu a jeden z největších v Evropě.

## Historie
Rock am Ring byl poprvé uspořádán v roce 1985 k oslavě otevření nového a kratšího, závodního okruhu a jeho pokračování v dalších letech nebylo původně vůbec plánováno, ale vzhledem k obrovskému úspěchu (festival navštívilo 70000 lidí) se festival začal konat každoročně. Rock am Ring se neuskutečnil pouze v letech 1990 a 1991, protože festival v roce 1989 se potýkal s poklesem návštěvnosti.
Od roku 1991 začali pořadatelé na festival zvát vedle světoznámých kapel také méně známé umělce. Někteří z nich později, i díky své účasti na festivalu, dosáhli komerčního úspěchu, například INXS a Alanis Morissette.
Souběžně s Rock am Ring probíhá v Norimberku i festival „Rock im Park“. Poprvé se uskutečnil v roce 1993 ve Vídni a poté se v roce 1994 přestěhoval do Mnichova a od roku 1997 se koná v Norimberku.

## Uskutečněné festivaly
- 25. – 26. května 1985
  - vystoupili U2, Joe Cocker, Foreigner, Marius Müller-Westernhagen...
- 14. – 15. května 1986
  - vystoupili INXS, Simply Red, Talk Talk, The Bangles...
- 6. – 7. června 1987
  - vystoupili Udo Lindenberg, UB40, David Bowie, Eurythmics...
- 6. – 7. června 1988
  - vystoupili Marius Müller-Westernhagen, Fleetwood Mac, Chris Rea...
- 28. – 30. června 1991
  - vystoupili Toto, INXS, Sting, The Sisters of Mercy, The Jeremy Days...
- 5. – 7. června 1992
  - vystoupili Marillion, Saga, Bryan Adams, Elton John, Pearl Jam...
- 29. – 30. května 1993
  - vystoupili Faith No More, Brian May, Ugly Kid Joe...
- 21. – 23. května 1994
  - vystoupili Aerosmith, Peter Gabriel, Clawfinger, Nina Hagen, Rage Against The Machine...
- 3. – 4. června 1995
  - vystoupili Van Halen, Bon Jovi, Megadeth, Otto Waalkes, The Pretenders...
- 24. – 26. května 1996
  - vystoupili Bryan Adams, Herbert Grönemeyer, Die Toten Hosen, Sting, The Fugees, Alanis Morissette, Héroes del Silencio, Bush, Mike & the Mechanics, Sepultura, Rancid, Paradise Lost...
- 16. – 18. května 1997
  - vystoupili Kiss, Aerosmith, Die Ärzte, Supertramp, Texas, Neneh Cherry...
- 29. – 31. května 1998
  - vystoupili Bob Dylan, Genesis, Ozzy Osbourne, Rammstein, BAP, The Prodigy...
- 21. – 23. května 1999
  - vystoupili Metallica, Bryan Adams, Alanis Morissette, Xavier Naidoo, Robbie Williams, Faithless, Skunk Anansie...
- 9. – 11. června 2000
  - vystoupili Pearl Jam, Die Toten Hosen, Sting, Oasis, Eurythmics, Korn...
- 1. – 3. června 2001
  - vystoupili Limp Bizkit, Radiohead, Linkin Park, Alanis Morissette, Kid Rock, OutKast, Reamonn...
- 17. – 19. května 2002
  - vystoupili Lenny Kravitz, Carlos Santana, Faithless, Neil Young, Jamiroquai, Wyclef Jean, Ozzy Osbourne,System of a down...
- 6. – 8. června 2003
  - vystoupili Metallica, Iron Maiden, Placebo, Dave Gahan, Marilyn Manson, Moby...
- 4. – 6. června 2004
  - vystoupili Red Hot Chili Peppers, Die Toten Hosen, Faithless, Dick Brave & the Backbeats, Avril Lavigne, Wir sind Helden, Linkin Park, Lostprophets, Motörhead, Sportfreunde Stiller, The Rasmus, Seeed, Korn, 3 Doors Down, Lagwagon, H-Blockx...
- 3. – 5. června 2005
  - vystoupili Iron Maiden, R.E.M., Melody Club, Green Day, Incubus, The Hives, Slayer, Marilyn Manson, 3 Doors Down, Velvet Revolver, The Prodigy, Slipknot,Mötley Crüe, Fettes Brot, Mando Diao, Subway To Sally, Apocalyptica, Wir sind Helden, Die Toten Hosen, Wednesday 13, Dir en grey, Simple Plan...
- 2. – 4. června 2006
  - vystoupili Metallica, Depeche Mode, Guns N' Roses, Placebo, Franz Ferdinand, Korn, Deftones, Bela B., Sportfreunde Stiller, Kaiser Chiefs, Tool, Jamiroquai, Dir en grey, AtreyuAtreyu...
- 1. – 3. června 2007
  - vystoupili Linkin Park, Smashing Pumpkins, Die Ärzte, Slayer, The White Stripes, Beatsteaks, Korn, Evanescence, Velvet Revolver, Good Charlotte, Billy Talent, Mando Diao, The Hives, Arctic Monkeys...
- 6. – 8. červen 2008
  - vystoupili Die Toten Hosen, Rage Against the Machine, Metallica, The Prodigy, Incubus, Sportfreunde Stiller, The Verve, The Offspring, Motörhead, HIM, Queens of the Stone Age, Fettes Brot, Culcha Candela, The Fratellis, Serj Tankian, Bullet for My Valentine, Babyshambles, Nightwish, Lostprophets, In Flames, Kid Rock, Simple Plan, Madsen, Dimmu Borgir, Bad Religion, Justice, Disturbed, 36 Crazyfists, Rooney, Stereophonics, Manic Street Preachers, Airbourne, Saxon, Pendulum...
- 5. – 7. června 2009
  - vystoupili Slipknot ,Basement Jaxx, Billy Talent, Bloc Party, Enter Shikari, Guano Apes, Korn, Limp Bizkit, Peter Bjorn and John, The Killers, The Kooks, The Prodigy, The Subways, White Lies,...
- 3. – 6. června 2010
  - vystoupili Slash, 30 Seconds to Mars, A Day to Remember, Alice In Chains,As I Lay Dying, Bad Religion,Cypress Hill,Dizzee Rascal, Editors, Donots, Ellie Goulding,Foals, Gogol Bordello, H-Blockx, Hammerfall, Heaven Shall Burn, HIM, Jay-Z, Kamelot, Kasabian, Katatonia, Kate Nash, Kiss,Motörhead, Muse, One Republic, Pendulum, Rage Against The Machine, Rammstein,...